# Melanchra signata
Melanchra signata är en fjärilsart som beskrevs av Barend J. Lempke 1964. Melanchra signata ingår i släktet Melanchra och familjen nattflyn. Inga underarter finns listade i Catalogue of Life.